# Crystal ball (gioco)

Il logo

Crystal ball è una pasta gommosa colorata utilizzata per creare palloncini soffiando in un cannello.

## Storia
Crystal ball nacque dall'idea del dottor Claudio Pasini, un chimico della Brianza, e del suo socio Carlo Alberto Colombo, nel 1947, quando fu commercializzato col nome di Le bolle fatate. Inizialmente il prodotto non ebbe il successo sperato, tanto che fu addirittura ritirato dal commercio. Esattamente vent'anni più tardi Pasini fondava la sua azienda (che dal 1993 ha preso il nome di Pasini Laboratorio Chimico) a Burago di Molgora, e nel 1968 riprese la commercializzazione di Crystal ball.
Negli anni ottanta del XX secolo il prodotto, distribuito da Giochi Preziosi, ebbe il suo momento di massima notorietà anche grazie ad un felice spot pubblicitario televisivo, e fu venduto in diversi milioni di esemplari. Viene commercializzato tuttora, ma al fianco della vendita nei negozi di giocattoli o raramente in cartolibrerie e supermercati è diventata predominante, vista la rarità del prodotto, la distribuzione on-line.

## Il gioco
Lo scopo del gioco è quello di creare palloncini gonfiando una pallina di pasta posta sull'estremità di una cannuccia, chiamata nelle istruzioni "cannello". La pasta è disponibile in diversi colori (verde, giallo, blu, rosso) e, grazie ad una certa adesività dei palloncini appena gonfiati, è possibile unirne diversi per formare forme più complesse.

### Pregi e difetti

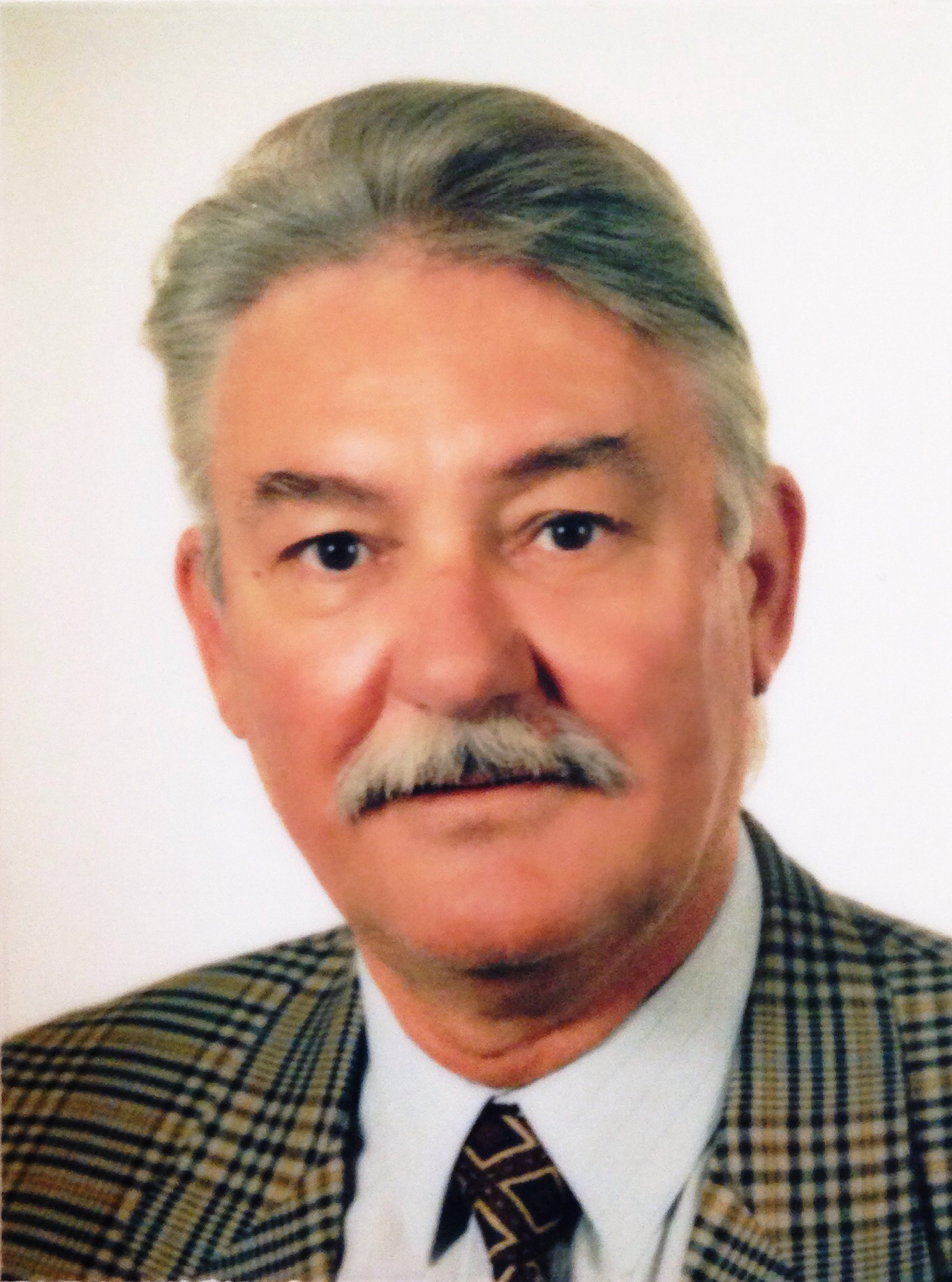
Carlo Alberto Colombo, creatore del Crystal ball

Il palloncino creato con Crystal ball, rispetto ad un palloncino tradizionale, risulta di breve durata e molto più fragile, ma anche molto più leggero e per questo più sicuro per i soprammobili. Il principale difetto lamentato era l'odore di solvente organico. Pare che negli anni sia stato sostituito il solvente in modo da ridurre il fastidio e prolungare la durata dei palloncini. Altro inconveniente era l'accumulo di pasta secca sull'estremità della cannuccia, non sempre facile da rimuovere e che poteva portare a imperfezioni nei palloncini.

### Pubblicità e fenomeno culturale
La pubblicità del prodotto, sia su carta (es. Topolino) che sulle reti televisive, negli anni ottanta fu massiccia e martellante. Questo fatto, associato all'uso di un jingle particolarmente riuscito, ne decretò il successo commerciale e una notevole longevità nella memoria di molti italiani di quella generazione.

### Composizione chimica e sicurezza
Il fatto che sul tubetto non siano riportati i dati dei componenti e il forte odore simile a quello della vernice avevano fatto sorgere il dubbio in alcune persone che il prodotto potesse contenere solventi non salutari.
Tuttavia, l'azienda sul suo sito web dichiara che la pasta è stata riformulata per ridurre l'odore, che è "costituita esclusivamente da sostanze chimiche non tossiche" e che in particolare le sostanze volatili (29% del peso complessivo) "sono componenti di varie essenze naturali, o sostanze d'uso comune in cosmetica (nelle lacche per unghie)". Dichiara inoltre espressamente che essa non contiene benzene o composti aromatici benzenoidi. Inoltre, la cannuccia è stata dotata di una valvola di non ritorno per evitare possibili aspirazioni dei vapori.